# Chenanson
Chenanson ist eine Rotweinsorte. Es handelt sich um eine französische Neuzüchtung von Paul Truel des Institut national de la recherche agronomique (INRA) Montpellier, die im Jahr 1958 aus einer Kreuzung zwischen den Rebsorten Grenache x Jurançon Noir entstand. Die Sorte erhielt 1978 den Sortenschutz und wurde 1985 in die Sortenliste aufgenommen.
Chenanson ist in den Départements Aude, Bouches-du-Rhône, Gard, Hérault, Pyrénées-Orientales, Var und Vaucluse zugelassen. Bestockte Flächen (im Jahr 2008 waren 539 Hektar Rebfläche registriert) gibt es zurzeit in den Départements Gard, Hérault und Aude. Nach anfänglich großen Erfolgen ist die Rebfläche seit einigen Jahren wieder rückläufig.
Die ertragsstarke Sorte erbringt strukturierte, tiefdunkle Weine mit einem mittleren Alkoholgehalt. Sie ist zum Ausbau trockener Rotweine geeignet. Sie ist hervorragend an trockene und heiße Lagen angepasst.
Siehe auch den Artikel Weinbau in Frankreich sowie die Liste von Rebsorten.
Synonyme: Chenason, Zuchtstammnummer INRA 1509-149, 
Abstammung : Grenache × Jurançon Noir